# Viglacera
Viglacera est une entreprise de matériaux de construction dont le siège est dans le district de Nam Tu Liem à Hanoï au Viet Nam.

## Présentation
Viglacera principalement engagée dans le secteur des matériaux de construction.
La Société, avec ses filiales, est impliquée dans la fabrication et le commerce de divers matériaux de construction, des briques en argile, des carreaux en céramique, des verres plats, des briques en béton, ainsi que des accessoires de plomberie en porcelaine vitrifiée et des accessoires de salle de bain en terre cuite. 
Viglacera fabrique et commercialise des carreaux en céramique, en pierre et en terre cuite, des briques, du verre flotté et des appareils sanitaires tels que des éviers ou des toilettes.
Vigalcera participe également à l'extraction de kaolin, de sable de quartz et d'autres minéraux. 
Vigalcera est présente dans la construction d'infrastructures résidentielles, commerciales et industrielles, l'installation de cadres en aluminium, de panneaux de verre et de portes, la location de bâtiments résidentiels et institutionnels et la prestation de services de gestion immobilière.

## Filiales
Viglacera a plus de trente filiales employant plus de 18 000 personnes:
- Développement de zones industrielles, de zones urbaines de centre commerciaux ou de bureaux:
  - Viglacera Infrastructure Investment Development Company (INDECO)
  - Viglacera VCI Company
  - Viglacera Real Estate Company (VIR)
  - Viglacera Construction Company (VCC)
  - Viglacera Mechanical Execution Company (VMC)
  - Viglacera Consulting JSC
  - Viglacera Mechanic and Construction JSC
  - Viglacera LandConsultant Construction JSC

- Matériaux de construction:
  - Viglacera Float Glass Company (VIFG)
  - Viglacera Dap Cau sheet glass JSC
  - Vietnam float Glass Joint venture Company ( VFG)

- Sanitaires:
  - Viglacera Thanh Tri Sanitary ware JVC
  - Viglacera Viet Tri Sanitary Ware JVC
  - Viglacera Binh Duong Sanitary Ware JVC
  - Viglacera Sanfi Company

- céramique et granite:
  - Viglacera Hanoi Ceramic Tiles Company
  - Viglacera ThangLong Ceramic JSC
  - Viglacera TienSon JSC

- Briques et tuiles:
  - Viglacera HaLong JSC
  - Viglacera Halong 1 JSC
  - Viglacera Dongtrieu JSC
  - Viglacera BaHien JSC
  - Viglacera TuSon JSC
  - Dong Anh Ceramic JSC
  - Viglacera Huu Hung JVC
  - Viglacera TuLiem JSC
  - Viglacera HopThinh JSC

- Matières premières:
  - Viglacera Packings and Brake Linnings JSC
  - Viglacera Mineral JVC
  - Viglacera VanHai JSC
  - Viglacera raw material JVC
  - Viglacera CauDuong Refractory JSC

- Vente et formation:
  - Viglacera Trading JSC
  - Viglacera Import- Export JSC
  - Viglacera Vocational shool (VVS)
  - Viglacera Training Centre

## Actionnaires
Au 10 mai 2020, les 10 plus grands actionnaires de Viglacera sont:
| #  | Actionnaire                       | Actions     | %     |
| -- | --------------------------------- | ----------- | ----- |
| 1  | Gouvernement du Viêt Nam          | 241 985 262 | 54,0% |
| 2  | Gelex Electric Equipment Co. Ltd. | 87 100 000  | 19,4% |
| 3  | Vietnam Electrical Equipment JSC  | 54 827 600  | 12,2% |
| 4  | Dragon Capital                    | 11 684 127  | 2,61% |
| 5  | Norges Bank Investment Management | 8 161 526   | 1,82% |
| 6  | Baillie Gifford                   | 6 675 304   | 1,49% |
| 7  | Red Capital Asset Management JSC  | 5 041 110   | 1,12% |
| 8  | eQ Varainhoito Oy                 | 3 300 000   | 0,74% |
| 9  | Bellecapital (de) Partners AG     | 2 230 000   | 0,50% |
| 10 | BlackRock Fund Advisors           | 636,940     | 0,14% |

## Histoire
Le 25 juillet 1974, le ministère de la Construction fonde Viglacera  par la fusion de 18 entreprises de fabrication de briques d'argile.
En 1990, Viglacera fabrique son premier verre dans son usine de Đáp Cầu.
En 2000, l’entreprise ouvre son usine de verre flotté à Binh Duong.
En 1998 Viglacera fabrique ses premiers appareils sanitaires dans l'usine de Thanh Tri.  
En 2014, La société est cotée à la bourse de Hanoï.